# Objective-C
Objective-C (in breve Obj-C) è un linguaggio di programmazione riflessivo orientato agli oggetti, sviluppato da Brad Cox alla metà degli anni ottanta presso la Stepstone Corporation.
Come lo stesso nome suggerisce, l'Objective-C è un'estensione a oggetti del linguaggio C. Esso mantiene la completa compatibilità col C (a differenza di quanto avviene, per esempio, nel caso del C++). Tra l'altro, anche a causa di questa compatibilità, Objective-C non è dotato di forte tipizzazione (caratteristica che invece esibiscono, tra gli altri, sia C++ che Java).
Le estensioni a oggetti con cui Objective-C arricchisce il modello semantico del C sono ispirate al linguaggio Smalltalk, in particolar modo alla gestione dei messaggi. Le caratteristiche del runtime system collocano l'Objective-C tra i linguaggi ad oggetti dinamici. Sono supportati tutti gli elementi classici della programmazione a oggetti; ma non mancano concetti innovativi anche su questo fronte, come il meccanismo delle categorie e strumenti legati alla riflessione.
La sua diffusione è principalmente legata al framework OpenStep di NeXT e al suo successore Cocoa, presente nel sistema operativo macOS di Apple. A NeXT si deve il supporto dell'Objective-C nel compilatore gcc di GNU.

## Storia

### Le origini
Nei primi anni ottanta, la pratica comune dell'ingegneria del software era basata sulla programmazione strutturata. Questa modalità era stata sviluppata per poter suddividere programmi di grandi dimensioni in parti più piccole, principalmente per facilitare il lavoro di sviluppo e di manutenzione del software. Ciononostante, col crescere della dimensione dei problemi da risolvere, la programmazione strutturata divenne sempre meno utile, dato che conduceva alla stesura di un numero sempre maggiore di procedure, ad uno spaghetti code e ad uno scarso riuso del codice sorgente.
Venne ipotizzato poi che la programmazione orientata agli oggetti potesse essere una potenziale soluzione al problema. In effetti Smalltalk aveva già affrontato molte di queste questioni ingegneristiche, pur con lo svantaggio di necessitare di una macchina virtuale che interpretava un oggetto in memoria chiamato immagine contenente tutti gli strumenti necessari. L'immagine Smalltalk era molto grossa, usava tendenzialmente un'enorme quantità di memoria per l'epoca e girava molto lentamente anche per la mancanza di un supporto specifico dell'hardware alle macchine virtuali.
L'Objective C fu creato principalmente da Brad Cox e Tom Love all'inizio degli anni ottanta alla Stepstone. Entrambi erano stati introdotti a Smalltalk durante la loro permanenza al Programming Technology Center della ITT Corporation nel 1981. Cox aveva iniziato ad interessarsi ai problemi legati alla riusabilità del software e si accorse che un linguaggio simile a Smalltalk sarebbe stato estremamente valido per costruire potenti ambiente di sviluppo per i progettisti di ITT. Cox iniziò così a modificare il compilatore C per aggiungere alcune delle caratteristiche di Smalltalk. Ottenne così ben presto una implementazione funzionante di una estensione ad oggetti del linguaggio C che chiamò OOPC (Object-Oriented Programming in C). Nel frattempo Love fu assunto da Schlumberger Research nel 1982 ed ebbe l'opportunità di acquisire la prima copia commerciale di Smalltalk-80 che influenzò in seguito lo sviluppo della loro creatura.
Per dimostrare che il linguaggio costituiva un reale progresso, Cox mostrò che per realizzare componenti software intercambiabili erano necessari pochi adattamenti pratici agli strumenti già esistenti. Nello specifico, era necessario supportare gli oggetti in modo flessibile con un insieme di librerie software che fossero usabili e consentissero al codice sorgente (e ad ogni risorsa necessaria al codice) di essere raccolto in un solo formato multipiattaforma.
Cox e Love formarono infine una nuova impresa, la Productivity Products International (PPI), per commercializzare il loro prodotto che accoppiava un compilatore Objective C con una potente classe di librerie.
Nel 1986 Cox pubblicò la sua descrizione dell'Objective C nella sua forma originale nel libro Object-Oriented Programming, An Evolutionary Approach. Sebbene fosse attento a puntualizzare che la questione della riusabilità del software non poteva essere esaurita dal linguaggio di programmazione, l'Objective C si trovò spesso ad essere confrontato, caratteristica per caratteristica, con gli altri linguaggi.

### NeXT
Nel 1988, NeXT, la compagnia fondata da Steve Jobs dopo Apple, ottenne la licenza dell'Objective C da Stepstone (allora proprietaria del marchio) e realizzò il proprio compilatore Objective C e le librerie sulle quali basò l'interfaccia utente di NeXTSTEP. Sebbene le workstation NeXTSTEP non riuscirono ad avere un forte impatto sul mercato, i loro strumenti vennero ampiamente apprezzati dall'industria del settore. Ciò portò NeXT ad abbandonare la produzione di hardware ed a focalizzarsi sugli strumenti software, vendendo NeXTSTEP (e OpenStep) come piattaforma per la programmazione.
In seguito il progetto GNU iniziò a lavorare sul clone libero che chiamò GNUstep, basato sullo standard OpenStep. Dennis Glatting scrisse il primo run-time gnu-objc nel 1992 e Richard Stallman lo seguì subito dopo con un secondo. Il run-time GNU Objective C, che è usato dal 1993, è stato sviluppato da Kresten Krab Thorup mentre era studente universitario in Danimarca.

### Apple
Dopo aver acquisito NeXT nel 1996, Apple ha usato OpenStep come base per il suo nuovo sistema operativo macOS. Questo le consentì di includere l'Objective C di NeXT ed il suo sistema di sviluppo Project Builder (in seguito rinominato Xcode). La maggior parte delle attuali API di Apple (API Cocoa) sono basate sugli oggetti d'interfaccia di OpenStep e costituiscono il più significativo ambiente di sviluppo basato su Objective C attualmente usato.

## Sviluppi

### Oggi
Oggi Objective C è spesso usato in tandem con librerie fisse di oggetti standard (spesso denominati "kit" o "framework") come Cocoa o GNUstep. Queste librerie sono spesso fornite assieme al sistema operativo: le librerie GNUstep sono parte della collezione di software GNU e a volte presenti in alcune distribuzioni Gnu/Linux e Cocoa di MacOS. Il programmatore non è obbligato ad ereditare le funzionalità della classe base esistente (NSObject). Objective C permette la dichiarazione di nuove classi base che non ereditino nessuna delle funzionalità preesistenti. Originariamente gli ambienti di programmazione basati su Objective C offrivano la classe Object con alcune funzionalità di base, ma con l'introduzione di OpenStep, NeXT ha creato una nuova classe base chiamata NSObject che offriva caratteristiche aggiuntive oltre a quelle di Object. Quasi tutte le classi di Cocoa ereditano da NSObject.
La rinominazione non è servita solo per differenziare i nuovi comportamenti delle classi nel nuovo framework, ma ha consentito al codice che ancora usava la classe Object di coesistere (sebbene con alcune limitazioni) nello stesso run-time system. Nello stesso tempo l'introduzione del prefisso di due lettere è diventato una sorta di surrogato alla mancanza in Objective C degli spacename (o Namespaces che dir si voglia). Usare un prefisso per creare un identificatore di package informale è diventata un'abitudine standard nella comunità di programmatori Objective C.

### Objective C 2.0
Alla Worldwide Developers Conference del 2006, Apple ha annunciato l'uscita di "Objective C 2.0" i cui contenuti sono la garbage collection, migliorie nella sintassi, miglioramenti delle prestazioni del run-time e il supporto ai 64-bit. Non è ancora noto quando queste evoluzioni saranno supportate nel run-time GNU, sebbene lo siano già in Mac OS X Leopard.

#### Garbage collection
Objective C 2.0 consente la garbage collection, ma in maniera dipendente dal sistema operativo. Tuttavia è possibile usarla in modo retro-compatibile, in modo che il codice sorgente scritto per versioni precedenti continui a funzionare.

#### Proprietà
Mentre precedentemente le variabili d'istanza richiedevano metodi espliciti di lettura e scrittura (detti getters e setters), Objective C 2.0 introduce le proprietà (property) con la seguente sintassi:
```
@interface
 
Persona
: 
NSObject
 
{

 
}

 
@property
(
readonly
)
 
NSString
 
*
nome
;

 
@property
(
readonly
)
 
int
 
eta
;

 
-
(
id
)
initWithName
:
(
NSString
)
nome
 
eta
:
(
int
)
eta
;

 
@end

```

Una volta inserite nell'interfaccia, si può accedere alle proprietà usando la notazione descritta nell'esempio:
```
NSString
 
*
nome
 
=
 
unaPersona
.
nome
;

```

Il compilatore traduce questa notazione in chiamate di metodi accessori. L'istruzione precedente è equivalente a:
```
NSString
 
*
nome
 
=
 
[
unaPersona
 
nome
];

```

#### Enumerazione veloce
Invece di usare un oggetto enumeratore per operare iterazioni all'interno di una raccolta di oggetti, Objective C 2.0 offre una sintassi di ciclo dedicata; riprendendo l'esempio precedente:
```
for
 
(
Persona
 
*
persona
 
in
 
laGente
)

  
NSLog
(
@"%@ ha %i anni."
,
 
persona
.
nome
,
 
persona
.
eta
);

```

#### Portable Object Compiler
Oltre alle implementazioni GCC/NeXT/Apple, che hanno aggiunto diverse estensioni a quella originale di Stepstone, esiste un'altra implementazione Open Source di Objective C che aggiunge un set di estensioni lievemente differente: il Portable Object Compiler implementa tra l'altro anche dei blocchi di codice sullo stile Smalltalk.

## Sintassi
L'Objective C è un sottile strato posto sopra il linguaggio C; C quindi è un sottoinsieme stretto dell'Objective C. Ne consegue che è possibile compilare un qualsiasi programma scritto in C con un compilatore Objective C. La gran parte della sintassi (clausole del preprocessore, espressioni, dichiarazioni e chiamate di funzioni) è derivata da quella del C, mentre la sintassi relativa alle caratteristiche object-oriented è stata creata per ottenere la comunicazione a scambio di messaggi simile a quella di Smalltalk.

### Messaggi
La sintassi aggiunta rispetto al C è intesa al supporto della programmazione ad oggetti. Il modello di programmazione dell'Objective C è basato sullo scambio di messaggi tra oggetti così come avviene in Smalltalk. Tale modello è differente da quello di Simula, che viene usato in numerosi linguaggi quali, tra gli altri, il C++. Questa distinzione è semanticamente importante e consiste principalmente nel fatto che in Objective C non si chiama un metodo, ma si invia un messaggio.
Si dice che un oggetto chiamato ogg la cui classe implementa il metodo faiQualcosa, risponde al messaggio faiQualcosa. L'invio del messaggio faiQualcosa all'oggetto ogg è espresso da:
```
[
ogg
 
faiQualcosa
];

```

mentre l'azione equivalente in C++ e Java sarebbe espressa da:
```
ogg
.
faiQualcosa
();

```

In questo modo è possibile inviare messaggi ad un oggetto anche se l'oggetto non è capace di rispondere. Questo differisce dai linguaggi tipizzati staticamente come C++ e Java nei quali tutte le chiamate devono essere di metodi predefiniti.

### Interfacce e implementazioni
L'Objective C richiede che l'interfaccia e l'implementazione di una classe siano dichiarati in blocchi di codice differenti. Per convenzione l'interfaccia è messa in un file con suffisso ".h", mentre l'implementazione in un file con suffisso ".m".

#### Interfaccia
L'interfaccia di una classe è solitamente definita in un file ".h". La convenzione usata è quella di assegnare il nome al file basandosi sul nome della classe, nell'esempio "NomeDellaClasse.h".
```
 
//definizione dell'interfaccia: "NomeDellaClasse.h"

 
#import "NomeDellaSuperclasse.h"

 
@interface
 
NomeDellaClasse
 : 
NomeDellaSuperclasse

 
{

    
//variabili d'istanza

    
int
 
variabileIntera
;

    
float
 
variabileFloat
;

    
...

 
}

 
//metodi di classe

 
+
 
metodoDiClasse1

 
+
 
metodoDiClasse2

 
+
 
...

 
//metodi di istanza

 
-
 
metodoDiIstanza1

 
-
 
metodoDiIstanza2

 
-
 
...

 
@end

```

Il segno meno (-) denota i metodi d'istanza, mentre il segno più (+) quello di classe (analoghi alle funzioni statiche del C++). Si noti la differenza di significato con le convenzioni dei diagrammi UML dove i due segni rappresentano rispettivamente i metodi privati e pubblici.

#### Implementazione
L'interfaccia dichiara solamente i prototipi dei metodi e non i metodi stessi che vengono inseriti nell'implementazione. L'implementazione è solitamente scritta in un file con estensione ".m".
La convenzione usata è quella di assegnare il nome al file basandosi sul nome della classe, nell'esempio "NomeDellaClasse.m"
```
 
//definizione dell'implementazione: "NomeDellaClasse.m"

 
#import "NomeDellaClasse.h"

 
@implementation
 
NomeDellaClasse

 
+
 
metodoDiClasse1

 
{

    
// implementazione

    
...

 
}

 
+
 
metodoDiClasse2

 
{

    
// implementazione

    
...

 
}

 
...

 
-
 
metodoDiIstanza1

 
{

    
// implementazione

    
...

 
}

 
-
 
metodoDiIstanza2

 
{

    
// implementazione

    
...

 
}

 
...

 
@end

```

I metodi sono scritti in maniera diversa dalle funzioni in stile C. Ad esempio, una funzione, sia in C che in Objective C segue la seguente forma generale:
```
 
int
 
fai_la_radice_quadrata
(
int
 
i
)

 
{

    
return
 
radice_quadrata
(
i
);

 
}

```

che avrà come prototipo:
```
int
 
fai_la_radice_quadrata
(
int
);

```

L'implementazione come metodo diverrà:
```
 
-
 
(
int
)
 
fai_la_radice_quadrata
:
(
int
)
 
i

 
{

    
return
 
[
self
 
radice_quadrata
:
 
i
];

 
}

```

Un approccio più canonico alla scrittura del metodo sarebbe quello di citare il primo argomento nel nome del selettore:
```
 
-
 
(
int
)
 
faiLaRadiceQuadrataDiInt
:
 
(
int
)
 
i

 
{

    
return
 
[
self
 
radiceQuadrataDiInt
:
i
];

 
}

```

Questa sintassi può apparire complicata, ma consente di assegnare i nomi ai parametri, ad esempio:
```
 
-
 
(
int
)
 
changeColorWithRed
:
(
int
)
 
r
  
green
:
(
int
)
 
g
  
blue
:
(
int
)
 
b

```

può essere invocato così:
```
 
[
myColor
 
changeColorWithRed
:
5
 
green
:
2
 
blue
:
6
];

```

Le rappresentazioni interne di questi metodi possono variare con le diverse implementazioni di Objective C.
Se myColor, nell'esempio precedente, fosse della classe Color, internamente il metodo d'istanza -changeColorWithRed:green:blue:  potrebbe essere etichettato _i_Color_changeColorWithRed_green_blue, dove i seguito dal nome della classe, si riferisce al fatto che è un metodo d'istanza ed i due punti (:) sono sostituiti dal trattino basso (_). Dato che l'ordine dei parametri fa parte del nome del metodo, esso non può essere cambiato.
In ogni caso i nomi interni delle funzioni sono usati raramente in maniera diretta e generalmente anche i messaggi inviati sono convertiti in funzioni definite in librerie di run-time e non accedono direttamente ai nomi interni. Ciò è dovuto anche al fatto che al momento della compilazione non sempre si conosce quale metodo sarà effettivamente chiamato, perché la classe del destinatario (l'oggetto a cui viene inviato il messaggio) potrebbe essere sconosciuta fino al run-time.

### Protocolli
Objective C è stato esteso da NeXT per introdurre il concetto di ereditarietà multipla di specifica, ma non di implementazione, attraverso l'uso dei protocolli. Questo è un pattern ottenibile sia mediante una forma di ereditarietà multipla da una classe astratta (come in C++), sia (come più comunemente in Java o C#) mediante l'uso di un'interfaccia (anche in c++ ci sono le interfacce, anche se non esiste una keyword esplicita per dichiararle). Objective C fa uso di entrambi i protocolli, chiamati protocolli informali e di protocolli imposti dal compilatore detti protocolli formali.
Un protocollo informale è una lista di metodi che possono essere implementati da una classe. Viene specificato nella documentazione, dato che non è presente esplicitamente nel linguaggio. I protocolli informali spesso includono metodi opzionali, dove l'implementazione del metodo può cambiare il comportamento della classe.
Ad esempio una classe con un campo di testo potrebbe avere un "delegato" che dovrebbe implementare un protocollo informale con un metodo opzionale di autocompletamento. Il campo di testo scopre se il delegato implementa o meno il metodo (attraverso il meccanismo della riflessione), e, in caso positivo, lo chiama per supportare l'autocompletamento.
Un protocollo formale è simile ad un'interfaccia Java o C#. Esso consiste di una lista di metodi che ogni classe può dichiarare di implementare. Il compilatore segnalerà un errore se la classe non implementa ogni metodo dei protocolli che dichiara. Il concetto Objective C di protocolli differisce da quello di interfacce di Java e C# nel fatto che una classe può implementare un protocollo senza dichiararlo esplicitamente. La differenza non è individuabile all'esterno del codice. I protocolli formali non possono fornire nessuna implementazione, essi assicurano semplicemente ai chiamanti che le classi che sono conformi al protocollo forniranno le implementazioni. Nelle librerie NeXT/Apple, i protocolli sono usati di frequente dal sistema ad oggetti distribuiti per rappresentare le capacità di un oggetto eseguito su di un sistema remoto.
La sintassi
```
 
@protocol
 
Locking

 
-
 
(
void
)
lock
;

 
-
 
(
void
)
unlock
;

 
@end

```

indica che esiste un'idea astratta di locking che può essere usata; quando è dichiarata in una definizione di classe
```
 
@interface
 
NomeClasse
 : 
NomeSuperClasse
 
<
Locking
>

 
@end

```

indica che le istanze di NomeClasse forniranno un'implementazione per i due metodi d'istanza come meglio crederanno. Questa specifica astratta è particolarmente utile per descrivere il comportamento desiderato ad esempio di plugin senza porre nessuna limitazione su quella che dovrà essere la gerarchia d'implementazione.

### Tipizzazione dinamica
Objective C (come Smalltalk) può usare la tipizzazione dinamica; ovvero rende possibile, per aumentare la flessibilità, inviare ad un oggetto un messaggio non definito nella propria interfaccia. In Objective C un oggetto può "catturare" questo messaggio e può inviarlo ad un altro oggetto (che può rispondere correttamente o inviare a sua volta il messaggio ad un altro oggetto e così via). Questo comportamento è chiamato forwarding (in italiano: inoltro) o delega del messaggio (si veda sotto). In alternativa, è possibile usare un gestore degli errori nel caso il messaggio non possa essere inoltrato. Nel caso l'oggetto non inoltri il messaggio, non gestisca l'errore o non risponda sarà generato un errore a tempo di esecuzione.
Informazioni di tipizzazione statica possono essere aggiunte eventualmente alle variabili. Tali informazioni sono controllate a compile-time. Nelle istruzioni seguenti, vengono fornite informazioni di tipo sempre più specifiche. Le istruzioni sono equivalenti durante l'esecuzione, ma le informazioni consentono al compilatore di avvisare il programmatore se gli argomenti passati non corrispondono ai tipi specificati. Nella prima istruzione, l'oggetto deve conformarsi al protocollo aProtocol e, nella seconda, deve essere un membro della classe NSNumber.
```
-
 
setMyValue:
(
id
 
<
aProtocol
>
)
 
foo
;

-
 
setMyValue:
(
NSNumber
*
)
foo
;

```

La tipizzazione dinamica può essere una caratteristica molto potente. Se si implementano classi container usando linguaggi a tipizzazione statica come Java (prima della versione 1.5), il programmatore è costretto a scrivere classi container per oggetti generici e poi usare la conversione di tipo per adattarli ad oggetti specifici; tale conversione, comunque, contraddice la disciplina semantica della tipizzazione statica.

### Forwarding
Dato che Objective C permette l'invio di un messaggio ad un oggetto che potrebbe non rispondere ad esso, l'oggetto può gestire tale messaggio in altri modi. Uno di questi potrebbe consistere nel suo inoltro (in inglese: forwarding) ad un altro oggetto che sia in grado di rispondere. Il forwarding può essere usato per implementare semplicemente alcuni design pattern quali l'Observer pattern o il Proxy pattern.
Il run-time system di Objective C specifica una coppia di metodi della classe Object
- metodi di forwarding:

```
-
 
(
retval_t
)
 
forward:
(
SEL
)
 
sel
 
:
(
arglist_t
)
 
args
;
 
// con GCC

-
 
(
id
)
 
forward:
(
SEL
)
 
sel
 
:
(
marg_list
)
 
args
;
 
// con sistemi NeXT/Apple

```

- metodi di azione:

```
-
 
(
retval_t
)
 
performv:
(
SEL
)
 
sel
 
:
(
arglist_t
)
 
args
;
 
// con GCC

-
 
(
id
)
 
performv:
(
SEL
)
 
sel
 
:
(
marg_list
)
 
args
;
 
// con sistemi NeXT/Apple

```

e se un oggetto vuole implementare il forwarding necessita solamente di "sovrascrivere" i metodi di forwarding per definire il proprio comportamento. I metodi di azione performv:: non necessitano override.

#### Esempio
Ecco un esempio di programma che illustra i fondamenti del forwarding.
Forwarder.h
```
 
#import <objc/Object.h>

 

 
@interface
 
Forwarder
 : 
Object

 
{

    
id
 
recipient
;
 
//L'oggetto a cui vogliamo inoltrare il messaggio 

 
}

 

 
//Metodi accessori

 
-
 
(
id
)
 
recipient
;

 
-
 
(
void
)
 
setRecipient
:
(
id
)
 
_recipient
;
 

 

 
@end

```

Forwarder.m
```
 
#import "Forwarder.h"

 

 
@implementation
 
Forwarder

 

 
-
 
forward
:
 
(
SEL
)
 
sel
 
:
 
(
marg_list
)
 
args

 
{

    
/*

     * Controlla se il destinatario risponde effettivamente al messaggio.

     * Ciò potrebbe o meno essere desiderabile, ad esempio, se un destinatario

     * non risponde al messaggio, potrebbe inoltrare egli stesso il messaggio.

     */

    
if
([
recipient
 
respondsTo
:
sel
])
 

       
return
 
[
recipient
 
performv
:
 
sel
 
:
 
args
];

    
else

       
return
 
[
self
 
error
:
"Il destinatario non risponde"
];

 
}

 

 
-
 
(
id
)
 
setRecipient
:
 
(
id
)
 
_recipient

 
{

    
recipient
 
=
 
_recipient
;

    
return
 
self
;

 
}

 

 
-
 
(
id
)
 
recipient

 
{

    
return
 
recipient
;

 
}

 
@end

```

Recipient.h
```
 
#import <objc/Object.h>

 

 
// Un semplice oggetto destinatario.

 
@interface
 
Recipient
 : 
Object

 
-
 
(
id
)
 
hello
;

 
@end

```

Recipient.m
```
 
#import "Recipient.h"

 

 
@implementation
 
Recipient

 

 
-
 
(
id
)
 
hello

 
{

    
printf
(
"Il destinatario ti saluta!
\n
"
);

 

    
return
 
self
;

 
}

 

 
@end

```

main.m
```
 
#import "Forwarder.h"

 
#import "Recipient.h"

 

 
int

 
main
(
void
)

 
{

    
Forwarder
 
*
forwarder
 
=
 
[
Forwarder
 
new
];

    
Recipient
 
*
recipient
 
=
 
[
Recipient
 
new
];

 

    
[
forwarder
 
setRecipient
:
recipient
];
 
//Setta il destinatario 

    
/* 

     * Si noti che il "forwarder" non risponde al messaggio!

     * Esso sarà inoltrato. Tutti i metodi non riconosciuti saranno

     * inoltrati al destinatario (se il destinatario li gestisce,

     * come detto in "Forwarder").

     */

    
[
forwarder
 
hello
];
 

 

    
return
 
0
;

 
}

```

### Categorie
L'esperienza del mondo della programmazione strutturata aveva dimostrato che uno dei modi per migliorare la struttura del codice sorgente è quello di suddividerlo in parti più piccole. Per migliorare questo processo Objective C ha introdotto il concetto di categoria.
Le categorie permettono di aggiungere separatamente metodi ad una classe. Il programmatore può mettere dei gruppi di metodi correlati in una categoria per renderli più leggibili. Ad esempio, è possibile creare una categoria ControlloOrtografico "su" un oggetto di tipo stringa per raccogliere in un unico punto tutti i metodi relativi al controllo ortografico.
Inoltre, i metodi inseriti in una categoria, sono aggiunti alla classe al run-time. In questo modo le categorie consentono al programmatore di aggiungere metodi ad una classe esistente senza necessità di ricompilazione e senza la necessità di avere il codice sorgente della stessa. Nell'esempio, se il sistema a disposizione non fornisce il supporto del controllo ortografico nell'implementazione della classe Stringa, è possibile aggiungerlo senza modificarne il sorgente.
I metodi inseriti nelle categorie sono virtualmente parte della classe quando il programma è in esecuzione. Una categoria accede inoltre a tutte le variabili d'istanza della classe, anche quelle private.
Le categorie forniscono una soluzione ai problemi legati alla "fragilità delle classi base" per ciò che concerne i metodi.
Se si dichiara un metodo in una categoria con la stessa firma di un metodo già esistente in una classe, viene adottato il metodo della categoria. In questo modo le categorie, non solo possono aggiungere metodi alle classi, ma possono anche sostituire metodi già esistenti. Questa caratteristica può essere usata per correggere errori in altre classi, semplicemente riscrivendone i metodi, o per cambiare il comportamento di una classe in un dato programma. Se due categorie hanno metodi con la stessa firma, non è definito quale metodo andrà effettivamente in esecuzione.
Diversi linguaggi hanno tentato di aggiungere questa caratteristica in vari modi. Il linguaggio TOM ha portato ulteriormente avanti il concetto consentendo anche di aggiungere variabili. Altri linguaggi, come ad esempio il Self, hanno adottato invece soluzioni orientate ai prototipi,

#### Esempio
Questo esempio costruisce una classe Integer, definendo prima una classe base con solo pochi metodi implementati e aggiungendo in seguito due categorie, Arithmetic e Display, che estendono la classe base. Anche se queste categorie possono accedere alle variabili private della classe base, è buona norma accedere a tali variabili attraverso metodi di servizio che aiutano a tenere le categorie il più indipendenti possibili dalle classi che estendono. Questo è un tipico caso di uso delle categorie per aggiungere o modificare certi metodi della classe base (anche se non è considerata una buona abitudine quella di usare le categorie per sovrascrivere le sottoclassi).
Integer.h
```
#include
 
<objc/Object.h>

 

@interface
 
Integer
 : 
Object

{

   
int
 
integer
;

}

-
 
(
int
)
 
integer
;

-
 
(
id
)
 
integer:
 
(
int
)
 
_integer
;

@end

```

Integer.m
```
#import "Integer.h"

@implementation
 
Integer

-
 
(
int
)
 
integer

{

   
return
 
integer
;

}

-
 
(
id
)
 
integer:
 
(
int
)
 
_integer

{

   
integer
 
=
 
_integer
;

   
return
 
self
;

}

@end

```

Arithmetic.h
```
#import "Integer.h"

@interface
 
Integer
 
(Arithmetic)

-
 
(
id
)
 
add:
 
(
Integer
 
*
)
 
addend
;

-
 
(
id
)
 
sub:
 
(
Integer
 
*
)
 
subtrahend
;

@end

```

Arithmetic.m
```
#import "Arithmetic.h"

@implementation
 
Integer
 
(Arithmetic)
 

-
 
(
id
)
 
add:
 
(
Integer
 
*
)
 
addend

{

   
return
 
[
self
 
integer
:
 
[
self
 
integer
]
 
+
 
[
addend
 
integer
]];

}

-
 
(
id
)
 
sub:
 
(
Integer
 
*
)
 
subtrahend

{

   
return
 
[
self
 
integer
:
 
[
self
 
integer
]
 
-
 
[
subtrahend
 
integer
]];

}

@end

```

Display.h
```
#import "Integer.h"

@interface
 
Integer
 
(Display)

-
 
(
id
)
 
showstars
;

-
 
(
id
)
 
showint
;

@end

```

Display.m
```
#import "Display.h"

@implementation
 
Integer
 
(Display)
 

-
 
(
id
)
 
showstars

{

   
int
 
i
,
 
x
 
=
 
[
self
 
integer
];

   
for
(
i
=
0
;
 
i
 
<
 
x
;
 
i
++
)

      
printf
(
"*"
);

   
printf
(
"
\n
"
);

   
return
 
self
;

}

-
 
(
id
)
 
showint

{

   
printf
(
"%d
\n
"
,
 
[
self
 
integer
]);

   
return
 
self
;

}

@end

```

main.m
```
#import "Integer.h"

#import "Arithmetic.h" 

#import "Display.h"

int
 
main
(
void
)

{

   
Integer
 
*
num1
 
=
 
[
Integer
 
new
],
 
*
num2
 
=
 
[
Integer
 
new
];

   
int
 
x
;

   
printf
(
"Enter an integer: "
);

   
scanf
(
"%d"
,
 
&
x
);

   
[
num1
 
integer
:
x
];

   
[
num1
 
showstars
];

   
printf
(
"Enter an integer: "
);

   
scanf
(
"%d"
,
 
&
x
);

   
[
num2
 
integer
:
x
];

   
[
num2
 
showstars
];

   
[
num1
 
add
:
num2
];

   
[
num1
 
showint
];

}

```

### Posing
Objective C permette ad una classe di sostituirne completamente un'altra; questo meccanismo è detto posing (dall'inglese pose as: fingersi per qualcun altro). La classe sostituita è chiamata classe target e la classe che sostituisce è chiamata classe posing. Tutti i messaggi inviati alla classe target vengono ricevuti in sua vece dalla classe posing. Esistono numerose restrizioni da rispettare per effettuare il posing:
- Una classe può solo sostituirsi a una delle sue superclassi dirette o indirette.
- La classe posing non deve definire nessuna nuova variabile d'istanza che sia assente dalla classe target (anche se può definire o sovrascrivere metodi).
- Nessun messaggio deve essere inviato alla classe target prima del posing

Il posing, similmente alle categorie, consente un aumento globale delle classi esistenti e permette due possibilità assenti nelle categorie:
- Una classe posing può chiamare metodi sovrascritti attraverso super, incorporando così l'implementazione della classe target.
- Una classe posing può sovrascrivere i metodi definiti nelle categorie.

Ad esempio:
```
 
@interface
 
CustomNSApplication
 : 
NSApplication

 
@end

 

 
@implementation
 
CustomNSApplication

 
-
 
(
void
)
 
setMainMenu
:
 
(
NSMenu
*
)
 
menu

 
{

     
// fa qualcosa col menu

 
}

 
@end

 

 
class_poseAs
 
([
CustomNSApplication
 
class
],
 
[
NSApplication
 
class
]);

```

Questo intercetta ogni invocazione a setMainMenu di NSApplication.
Il posing è stato dichiarato deprecato con Mac OS X Leopard e non è disponibile nei run-time a 64 bit.

### #import
In C, la direttiva del precompilatore #include consente di inserire un intero file prima dell'inizio effettivo della compilazione. Objective-C aggiunge a questa la direttiva #import, che oltre a svolgere lo stesso ruolo della precedente, evita di includere il file qualora sia già stato incluso in precedenza.
Ad esempio, il file A include i file X e Y, ma X e Y includono ciascuno il file Q, in questo caso Q verrebbe incluso due volte nel file risultante causando così delle definizioni duplicate e quindi un errore in compilazione. Se il file Q venisse incluso con la direttiva #import, solo la prima inclusione verrebbe effettivamente effettuata e tutte le successive verrebbero ignorate.
Alcuni compilatori, compreso GCC, supportano la clausola #import anche per il linguaggio C; il suo uso viene comunque scoraggiato sulla base del fatto che l'utilizzatore dei file da includere dovrebbe distinguere quali file includere solo una volta da quelli progettati per essere inclusi più volte. Questo onere dovrebbe in teoria essere a carico dell'implementatore del file da includere che può usare la direttiva #pragma once o usare la tradizionale tecnica:
```
#ifndef H_PERSONA

#define H_PERSONA

// ... contenuto di header.h ...

#endif

```

In questo caso le direttive #include e #import diventano equivalenti.

## Altre caratteristiche
Objective C ha incluso sin dal suo apparire una lista di caratteristiche che sono tuttora in via di acquisizione in altri linguaggi, oltre ad alcune che sono rimaste sue uniche prerogative. Ciò ha permesso di mettere in luce, partendo dalla realizzazione di Cox (ed in seguito da quella di NeXT), che alcuni considerazioni superano i concetti più strettamente legati al linguaggio. Il sistema deve essere usabile e flessibile nel complesso per poter essere pienamente fruibile.
- Delegare i metodi ad altri oggetti al run-time è banale. Basta semplicemente aggiungere una categoria comprendente le modifiche ad un metodo per implementare il forwarding al destinatario della delega.
- La chiamata di procedura remota è banale. Basta semplicemente aggiungere una categoria con un metodo che "serializzi" l'invocazione e la inoltri.
- Lo swizzling dei puntatori consente di modificare le classi al run-time. Tipicamente per scopi di debugging se un oggetto la cui memoria è stata rilasciata dovesse venire referenziato per errore.
- Un oggetto può essere archiviato su uno stream (ad esempio un file) e può essere riletto e recuperato su richiesta.

## Objective C++
Objective C++ è un front-end del compilatore gcc in grado di compilare codice sorgente che usa una sintassi combinazione di C++ e Objective C. Objective C++ aggiunge a C++ le stesse estensioni che Objective C aggiunge a C. Dato che nulla è stato fatto per unificare le differenze semantiche tra i due linguaggi, sono state applicate alcune restrizioni:
- una classe C++ non può derivare da una classe Objective C e viceversa
- i namespace C++ non possono essere dichiarati all'interno di una dichiarazione Objective C
- le classi Objective C non possono contenere variabili di istanza di classi C++ che non abbiano un costruttore di default o che abbiano uno o più metodi virtuali, ma si possono usare puntatori ad oggetti C++ come variabili di istanza senza restrizioni
- la semantica "per valore" del C++ non può essere applicata agli oggetti Objective C, i quali rimangono accessibili solo mediante puntatori
- non ci possono essere dichiarazioni Objective C in dichiarazioni di template C++ e viceversa. Comunque è possibile usare tipi Objective C (es. Nomeclasse *) come parametri di template C++
- La gestione delle eccezioni Objective C è distinta da quella di C++

## Analisi del linguaggio
L'implementazione dell'Objective C usa un semplice run-time system scritto in linguaggio C che aumenta di poco la dimensione delle applicazioni. Al contrario, la maggior parte dei sistemi object-oriented esistenti quando fu creato (e Java tuttora) usava una grossa macchina virtuale invasiva per l'intero sistema. I programmi scritti in Objective C tendono ad essere di poco più grandi delle dimensioni del loro codice oggetto e delle librerie usate (che generalmente non devono essere incluse nel codice distribuito), al contrario ad esempio dei sistemi Smalltalk dove grandi quantità di memoria sono necessarie semplicemente per aprire una finestra.
Il linguaggio può essere implementato con un compilatore C (in GCC, prima come un preprocessore ed in seguito come un modulo del compilatore) piuttosto che con un nuovo compilatore. Ciò consente all'Objective C di sfruttare l'enorme mole di codice, librerie e strumenti già esistenti in C che può essere adattata in Objective C per fornire un'interfaccia object-oriented. Tutti questi fattori riducono le barriere d'ingresso al nuovo linguaggio, fattore che costituì il problema principale di Smalltalk negli anni ottanta.
Le prime versioni di Objective C non supportavano la garbage collection. Al tempo questa scelta fu oggetto di discussioni e in molti (ai tempi di Smalltalk) la consideravano un lungo "tempo morto" in cui il sistema era reso non più utilizzabile. Anche se qualche implementazione di terze parti (principalmente GNUstep) aveva già aggiunto questa caratteristica, è stata implementata da Apple una tecnica simile tramite ARC in Mac OS X Leopard, ma non è disponibile per applicazioni implementate per versioni precedenti del sistema operativo.
Un'altra critica comunemente fatta all'Objective C è quella di non avere un supporto nativo per i namespace. I programmatori sono perciò costretti ad aggiungere prefissi in maniera più o meno arbitraria ai nomi delle classi che implementano, fatto che può causare collisioni. Dal 2007 tutte le classi e le funzioni di macOS in ambiente Cocoa hanno il prefisso "NS" (es. NSObject o NSButton) per identificarle chiaramente; "NS" deriva dal nome delle classi definite durante lo sviluppo di NeXTSTEP.
Dato che Objective C è uno stretto superinsieme del C, non tratta i tipi primitivi del C come first-class object.
A differenza del C++, Objective C non supporta l'overloading degli operatori, consente l'ereditarietà solo diretta da una singola classe (vietando così l'ereditarietà multipla). Dato che il linguaggio Java venne influenzato dall'Objective C, la decisione di usare l'ereditarietà singola venne portata anche in Java. In alternativa all'ereditarietà multipla possono essere usate le categorie ed i protocolli.

### Differenze filosofiche tra Objective C e C++
Il progetto e l'implementazione del C++ e dell'Objective C rappresentano due diversi approcci all'estensione del C.
Oltre alla programmazione strutturata del C, C++ supporta direttamente la programmazione ad oggetti, la programmazione generica e la metaprogrammazione. C++ è inoltre corredato di una estesa libreria standard che include numerose classi container. L'Objective C, invece, aggiunge solo delle caratteristiche object-oriented al C; esso, nella sua versione più "pura" non offre lo stesso in termini di librerie standard, ma in molti contesti dove viene usato, viene corredato di una libreria sul modello di quella di OpenStep, di Cocoa o di GNUstep le quali forniscono funzionalità simili a quelle offerte dalla libreria standard di C++.
Un'altra notevole differenza consiste nel fatto che l'Objective C fornisce un maggior supporto run-time alla riflessione rispetto a C++. In Objective C si può interrogare un oggetto riguardo alle sue stesse proprietà, ad esempio se possa o meno rispondere ad un dato messaggio, mentre in C++ ciò è impossibile a meno di fare ricorso a librerie esterne. Comunque è possibile chiedere se due oggetti sono o meno dello stesso tipo (inclusi i tipi predefiniti) e se un oggetto è istanza di una data classe (o superclasse).
L'uso della riflessione fa parte di una più ampia distinzione tra caratteristiche dinamiche (run-time) e statiche (compile-time) dei linguaggi. Sebbene sia Objective C che C++ implementino un misto di entrambe le caratteristiche, Objective C è decisamente più orientato verso le decisioni dinamiche, mentre C++ verso quelle effettuate al momento della compilazione.